# Marin Županović
Marin Županović (Osijek, 9. prosinca 1978.), hrvatski je paraatletičar, bacač koplja, diska i kugle
Hrvatski je reprezentativac, višestruki državni prvak te državni rekorder u bacanju koplja u kategoriji F54. Član je atletskog kluba Slavonija-Žito Osijek. Bivši je prvak Hrvatske u motociklizmu u sezoni 2000. godine u klasi Oldtimer. Godinu poslije stradao je na automotodromu Grobnik i od tada je u invalidskim kolicima.